# Synagogue de Sardes

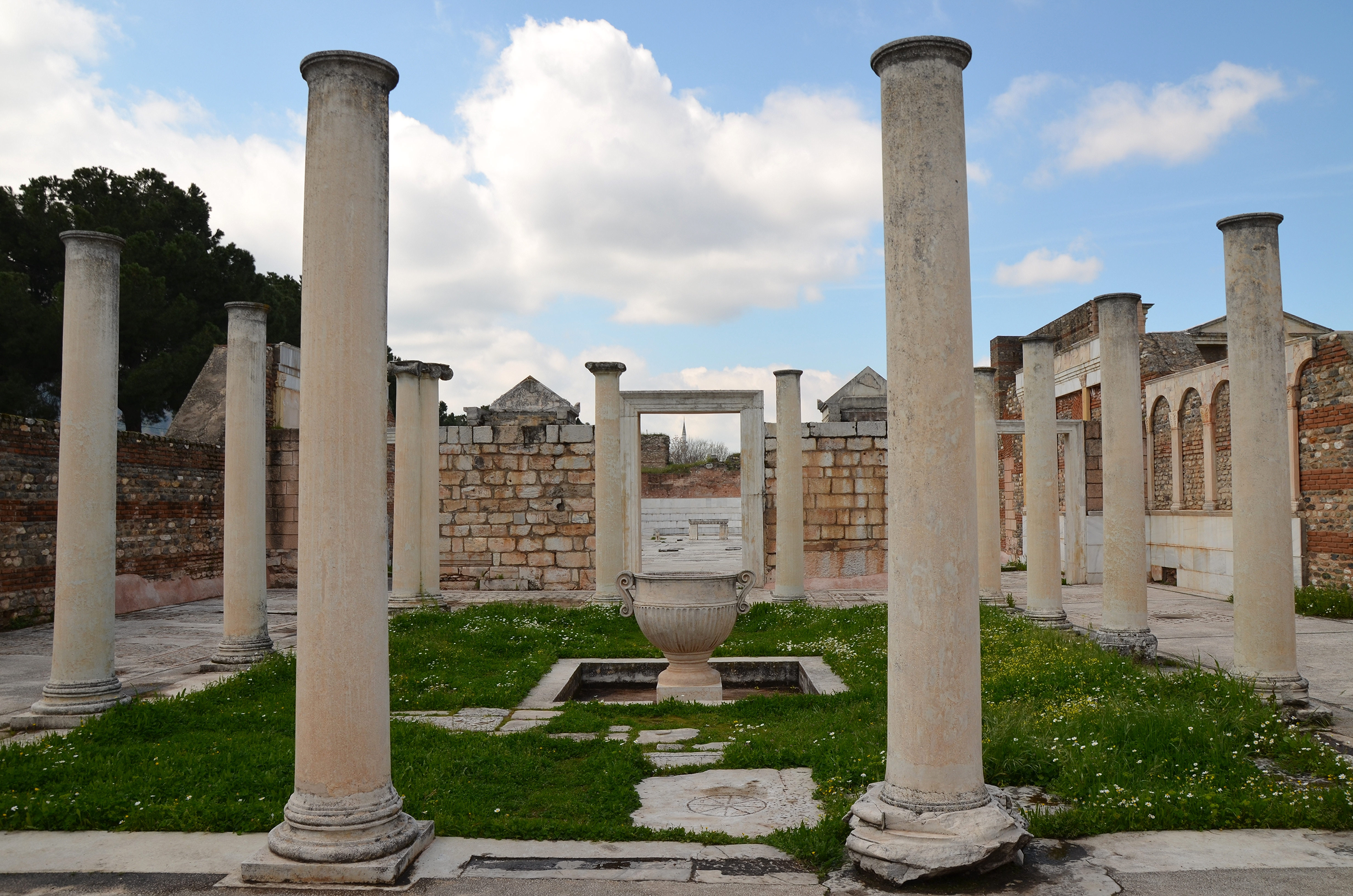
Synagogue de Sardes - Vestiges de la cour

La synagogue de Sardes est un édifice de culte juif situé dans la cité antique de Sardes, l'ancienne capitale de Lydie, dans la province romaine d'Asie Mineure. Construite vers la fin du IIIe siècle dans une aile du gymnase de la cité, elle est la plus grande synagogue connue dans la diaspora juive. La synagogue est pleinement intégrée au complexe des bains-gymnase : elle borde sur son côté nord la cour de la palestre, tandis que sur son côté sud une rangée de boutiques la sépare d'une des rues principales de la ville. La synagogue connaît plusieurs phases de construction et reste en usage jusqu'à la destruction de la ville par les Perses en 616. Sa découverte par la mission archéologique américaine d'Harvard-Cornell en 1962 a permis de réévaluer l'importance des communautés juives de la diaspora en général, et d'Asie Mineure en particulier. Son emplacement privilégié et sa taille remarquable lui ont en effet valu longtemps de faire figure d'exception dans le modèle historiographique de la synagogue antique, qui privilégiait la thèse d'un développement des synagogues à partir de demeures privées transformées en édifices cultuels.

## Le complexe des bains-gymnase avant la synagogue
Après qu'un séisme particulièrement destructeur a frappé la ville en 17 ap. J.-C., 